# 秩父往還
秩父往還（ちちぶおうかん）とは、中山道熊谷宿がある石原村（現、熊谷市）を起点として荒川渓谷沿いを通り、秩父大宮（秩父市）のある秩父盆地を横断し、雁坂峠を越えて甲州に入り甲府に至る街道である。秩父往還道、秩父甲州往還とも呼ばれ、甲州側からは雁坂口、秩父路、秩父側からは甲州路、信玄路などの呼称が見られる。

## 概要
現在の国道140号とその旧道に相当し、古来、埼玉県の熊谷から秩父を東西に経て山梨県南巨摩郡富士川町に至る道筋で、近世においては秩父市大宮郷を中心とする道筋である。
江戸時代に「秩父往還」と呼ばれた道筋はいく筋かあり、川越から小川を経由する道（現在の国道254号-埼玉県道11号-粥仁田峠、川越秩父道）、所沢から飯能を経由する道（現在の国道463号-国道299号、江戸秩父道）、熊谷で中山道から分岐し寄居を経由する道（現在の国道140号、釜伏峠経由）などがあったとされる。その中で、国道140号線が現在では代表的な「秩父往還」とみなされている。他の道筋にくらべてより重要な街道だったと言われている。
江戸から甲府を経て中山道に通じる甲州街道の裏街道であり、大菩薩峠越えの青梅往還とともに甲府と北関東を結ぶ街道であった。甲州街道は内藤新宿から分岐して大宮へ至り、青梅街道は多摩田無宿で分岐して大宮へ合流する間道がある。秩父往還道は、奥秩父山塊や秩父湖など景色が美しいことから「日本の道100選」に選ばれている。
中山道との分岐点には、「秩父道しるべ」が残され、埼玉県指定旧跡に指定されている。

## 地理
奥秩父山塊の中心を走る秩父往還道は、四季を通じて変化する日本的な山岳美とV字谷の渓谷美に恵まれる。急斜面の山腹を道が通り、斜面をそのまま耕した畑が幾何学模様を描き出す様を見ることができる。道端には馬頭観音、七観音といった石仏が並び、往時の姿をしのぶ歴史探訪の道として、1986年（昭和61年）8月10日に旧建設省と「道の日」実行委員会により制定された、「日本の道100選」にも選定された。

## 歴史

### 古代
甲斐国、武蔵国両国間の往来に利用され、古くは日本武尊が東征の折に、甲州酒折宮から雁坂峠を経て秩父往還道を通って武蔵の国へ入ったと伝えられる。

### 中世
中世・近世には秩父巡礼や富士山への登山、身延山久遠寺への参詣など信仰の道として利用された。初見史料は南北朝時代に夢窓疎石が川浦（山梨市三富川浦）に庵を結んだ「正覚国師御詠」（『山梨県史 資料編6 中世4下 県外文書』所載）とされ、年未詳であるが夢窓晩年の観応2年（1351年）頃と推定されている。室町時代には、『鎌倉大草紙』によれば応永33年（1426年）8月1日に鎌倉公方・足利持氏が交戦し、信長が猿橋（大月市猿橋）に兵を進めた際に武蔵国の七党が秩父口から乱入し、信長方を攻めたという。
戦国時代には、秩父に進出した甲斐の武田勢が、秩父郡大滝村栃本に関所を設けて、軍事的防衛の備えを行った。『王代記』によれば永正17年（1520年）に甲斐守護・武田信虎と逸見氏・大井氏・栗原氏ら甲斐の有力国人が争い、敗れた国人衆方が秩父へ退去したという。また、『王代記』では大永4年（1524年）3月晦日に信虎が秩父へ出陣したと記している。
戦国大名となった武田氏の領国において秩父方面にも金山が存在したため往来に利用され、武田氏の北武蔵侵攻路の一つにもなった。
武田氏の滅亡後、天正10年（1582年）6月の本能寺の変により発生した武田遺領を巡る天正壬午の乱では三河国の徳川家康が多くの甲斐衆を懐柔する一方で、相模国の後北条氏に味方する勢力も現れた。『甲斐国志』によれば、6月中旬には秩父往還を守備していた浄居寺城（中牧城、山梨市牧丘町浄居寺）の大村忠堯（三右衛門尉）・忠友（伊賀守）に率いられた山梨郡倉科（山梨市牧丘町倉科）の土豪・大村党が大野砦（山梨市大野）に籠城して北条方に帰属した。甲斐国では他に筑前原塁を有する甲斐奈神社（橋立明神、笛吹市一宮町橋立）の大井氏も北条方に帰属しており、徳川氏は穴山衆を派遣して大村党を壊滅させた。大村党と穴山衆の合戦は後に『中牧合戦録』としてまとめられる。

### 近世
天正壬午の乱を経て甲斐は徳川家康が確保し、1583年（天正11年）3月10日付徳川家奉行人連署状「岡部家文書」によれば、この時下柚木（甲州市塩山下柚木）の岡部孫右衛門に対し、河浦口の専攻に対して所領が宛行われている。その後、江戸幕府は栃本関所で通行を取り締まり、1643年（寛永20年）には、栃本関所の警備を補う形で秩父往還沿いの麻生にも麻生加番所が設置された。秩父往還道は東海道の箱根関と中山道の横川関（碓氷関所）の中間に位置する道であったことから、こうした厳重な取り締まりが行われており、民衆に対する上意下達のため高札場も設けられ、大達原高札場（おおだはら こうさつば）において、今もその姿を見ることができる。
近世には、埼玉県側の秩父市の栃本と山梨県側の甲州市にそれぞれ口留番所が設置され、牛馬による米穀や繭の輸送に利用された。

### 近代以降
明治初期には山梨県の主要産業となった生糸の輸出路として着目され、山梨県令・藤村紫朗の主導した道路改修がなされるが、雁坂峠においては1998年（平成10年）に雁坂トンネルが完成して、ようやく埼玉・山梨両県間を自動車で移動することができる道となった。